# Jordan 198
Jordan 198 – samochód Formuły 1, zaprojektowany przez Mike'a Gascoyne'a oraz Gary'ego Andersona dla zespołu Jordan na sezon 1998. Kierowcami zespołu byli Damon Hill, który zastąpił Giancarlo Fisichellę, oraz Ralf Schumacher. Głównym sponsorem pozostawała firma tytoniowa Benson & Hedges. Samochód był napędzany silnikiem wyprodukowanym przez Mugen Honda o oznaczeniu MF-301C.
Pierwsza część sezonu była bardzo nieudana – kierowcy nie zdobyli ani punktu, ponieważ samochód nie był wystarczająco szybki i niezawodny, ponadto firma Goodyear dostarczała opony niezadowalającej jakości. W drugiej części sezonu dokonano wielu poprawek, a ogumienie było lepszej jakości. Kierowcy Jordana zaczęli więc regularnie zdobywać punkty. W chaotycznym Grand Prix Belgii zespół odniósł pierwsze w swojej historii startów w Formule 1 zwycięstwo: triumfował Hill, co więcej, drugi był Ralf Schumacher. Na ostatnim okrążeniu Grand Prix Japonii Hill wyprzedził Heinza-Haralda Frentzena, dzięki czemu Jordan wyprzedził w klasyfikacji konstruktorów Benettona. Po sezonie Schumacher odszedł do Williamsa, a zastąpił go Frentzen.
Ostatecznie zespół zdobył w klasyfikacji konstruktorów 34 punkty i zajął czwarte miejsce.

## Wyniki
| Legenda oznaczeń w tabelach wyników Wyświetl szablon na nowej stronie | Legenda oznaczeń w tabelach wyników Wyświetl szablon na nowej stronie                                                                     |
| Oznaczenie                                                            | Wyjaśnienie |
| --------------------------------------------------------------------- | --- |
| Złoty                                                                 | Zwycięzca lub mistrzostwo |
| Srebrny                                                               | 2. miejsce lub wicemistrzostwo |
| Brązowy                                                               | 3. miejsce lub II wicemistrzostwo |
| Zielony                                                               | Ukończył, punktował (w klasyfikacji generalnej, gdy zdobył co najmniej jeden punkt na przestrzeni sezonu, poza trzema powyższymi opcjami) |
| Niebieski                                                             | Ukończył, nie punktował (w klasyfikacji generalnej, gdy nie zdobył co najmniej jednego punktu na przestrzeni sezonu)                      |
| Czerwony                                                              | Nie zakwalifikował się (NZ) |
| Czerwony                                                              | Nie prekwalifikował się (NPK) |
| Różowy                                                                | Nie ukończył (NU) |
| Różowy                                                                | Niesklasyfikowany (NS) (w klasyfikacji generalnej, gdy nie został sklasyfikowany w żadnym wyścigu sezonu)                                 |
| Czarny                                                                | Zdyskwalifikowany (DK) |
| Czarny                                                                | Wykluczony (WYK/EX) |
| Biały                                                                 | Nie wystartował (NW) |
| Biały                                                                 | Kontuzjowany (K/INJ) |
| Biały                                                                 | Wyścig odwołany (OD/C) |
| Bez koloru                                                            | Został wycofany (WYC/WD) |
| Bez koloru                                                            | Nie przybył (NP/DNA) |
| Bez koloru                                                            | Nie brał udziału w treningach (NT/DNP) |
| Bez koloru                                                            | Nie został zgłoszony (–) |
| Pogrubienie                                                           | Start z pole position |
| Kursywa                                                               | Najszybsze okrążenie wyścigu |
| †                                                                     | Nie ukończył, ale jego rezultat został zaliczony ze względu na przejechanie więcej niż 90% dystansu wyścigu.                              |
| *                                                                     | Sezon w trakcie |
| 1/2/3                                                                 | Punktowana pozycja w sprincie kwalifikacyjnym                                                                                             |
| Lista systemów punktacji Formuły 1                                    | |

| Sezon | Zespół | Silnik      | Opony | Kierowcy        | 1   | 2   | 3   | 4   | 5   | 6   | 7   | 8   | 9   | 10  | 11  | 12  | 13  | 14  | 15  | 16  | Pkt. | Msc. |
| ----- | ------ | ----------- | ----- | --------------- | --- | --- | --- | --- | --- | --- | --- | --- | --- | --- | --- | --- | --- | --- | --- | --- | ---- | ---- |
| 1998  | Jordan | Mugen Honda | G     |                 | AUS | BRA | ARG | SMR | ESP | MCO | CND | FRA | GBR | AUT | DEU | HUN | BEL | ITA | LUX | JPN | 34   | 4    |
| 1998  | Jordan | Mugen Honda | G     | Damon Hill      | 8   | DK  | 8   | 10  | NU  | 8   | NU  | NU  | NU  | 7   | 4   | 4   | 1   | 6   | 9   | 4   | 34   | 4    |
| 1998  | Jordan | Mugen Honda | G     | Ralf Schumacher | NU  | NU  | NU  | 7   | 11  | NU  | NU  | 16  | 6   | 5   | 6   | 9   | 2   | 3   | NU  | NU  | 34   | 4    |